# إسحاق كوني
إسحاق كوني (بالفرنسية: Isaac Koné)‏ هو لاعب كرة قدم فرنسي في مركز الدفاع، ولد في 3 يناير 1991 في باريس في فرنسا. شارك مع منتخب ساحل العاج تحت 23 سنة لكرة القدم. أما مع النوادي، فقد لعب مع نادي فريجوس ونادي موناكو.

## وصلات خارجية
- إسحاق كوني على موقع رابطة كرة القدم الفرنسية للمحترفين (الإنجليزية)
- إسحاق كوني على موقع قاعدة بيانات كرة القدم.إي يو (الإنجليزية)
- إسحاق كوني على موقع Soccerway.com (الإنجليزية)